# نوروزنامه (مجموعه تلویزیونی)
نوروزنامه یک نمایش تلویزیونی محصول سال ۱۳۶۲–۱۳۶۳ به کارگردانی مهوش جزایری  و تهیه‌کنندگی مجید گل‌بابایی، حمید نقیبی و بهروز خوش‌رزم می‌باشد که در نوروز ۱۳۶۳ از شبکه یک پخش شد.

## بازیگران
- عنایت شفیعی
- افسر اسدی
- مریم معترف
- رضا کرم‌رضایی
- علیرضا خمسه
- مجید رزاز
- سرور رجایی
- حسن بلور